# Детерминированный алгоритм факторизации Ленстры
Детерминированный алгоритм факторизации Ленстры
Сложность {\displaystyle O(n^{1/3}\log ^{2}n)}. 
Следует отметить, что несмотря на относительно неплохую эффективность среди экспоненциальных алгоритмов, в алгоритме Ленстры есть необходимость неоднократно вычислять квадратный корень в одном из шагов алгоритма, что, безусловно, является более трудоёмким, чем сложение или вычитание.
Пусть {\displaystyle r,s,n} — натуральные числа, удовлетворяющие условиям {\displaystyle 1\leq r<s<n;\;n^{1/3}<s;\;\gcd(r,s)=1}
Шаг 1. С помощью обобщённого алгоритма Евклида найти {\displaystyle r^{*}\in \mathbb {N} ,rr^{*}\equiv 1\mod s}. Найти {\displaystyle r'} такое, что {\displaystyle r'\equiv r^{*}n\mod s,0\leq r'<s}.
Шаг 2. Для очередного значения {\displaystyle i=0,1,2,...} найти числа {\displaystyle a_{i},b_{i},c_{i}} по следующим правилам: 
при {\displaystyle i\geq 2}:
{\displaystyle q_{i}} — частное от деления {\displaystyle a_{i-2}} на {\displaystyle a_{i-1}}, за исключением случая, когда {\displaystyle i} нечётно и остаток от деления равен нулю.
Шаг 3. Для очередного выбора {\displaystyle a_{i},b_{i},c_{i}} найти все целые числа {\displaystyle c}, удовлетворяющие условиям
{\displaystyle c=c_{i}\mod s},
{\displaystyle |c|<s,\;\;\;\;\;\;} если {\displaystyle i} четное,
{\displaystyle 2a_{i}b_{i}\leq c\leq {\frac {n}{s^{2}}}+a_{i}b_{i},\;\;} если {\displaystyle i} нечетное.
Шаг 4. Для каждого c из шага 3 решить в целых числах систему уравнений 
{\displaystyle \left\{{\begin{array}{rcl}xa_{i}+yb_{i}\;\;\;\;\;\;&=&c\\(xs+r)(ys+r')&=&n\\\end{array}}\right.}
Если {\displaystyle x} и {\displaystyle y} окажутся неотрицательными целыми числами, то добавить {\displaystyle xs+r}
Шаг 5. Если {\displaystyle a_{i}=0}, то алгоритм заканчивает работу. Иначе, возвращаемся на шаг 2 к следующему значению {\displaystyle i}.